# Antigua Casona de Xicoténcatl
Casa Nuestra es un centro cultural a cargo del Senado de la República de México y está ubicado en la Antigua Casona de Xicoténcatl en el Centro Histórico de la Ciudad de México.

## Historia
En 1626 la Compañía de Jesús funda un noviciado con la finalidad de que sirviera de auxiliar para el noviciado de Tepotzotlán. La fundación fue auspiciada por Melchor de Cuellar y su esposa María Nuño de Aguilar. A la muerte de estos se suspendió la construcción debido a pleitos legales sobre el legado de los patronos. Una vez ganados los juicios por los Jesuitas, se concluyó la obra y en 1642 se fundó el colegio y la iglesia dedicados a santa Ana.
Hacia 1676 la fundación carecía de rentas y el edificio se encontraba casi vacío, el capitán Andrés de Tapia Carbajal ofreció recursos con la condición que se le diera el patronato y se sustituyera la advocación por la de su santo y se destinaran rentas para construir viviendas que sostuvieran al noviciado. los jesuitas aceptaron todas las condiciones y mantuvieron el noviciado hasta 1714 cuando lo transformaron en jovenado para los novicios recién profesados. En 1724 los estudiantes regresaron a Tepotzotlán y el edificio perteneció a la orden hasta la expulsión de los Jesuitas en 1767.
En 1779, la Ciudad de México y sus ciudades vecinas son azotadas por una de las epidemias más mortíferas de viruela registradas, la cual duró desde septiembre de 1779 hasta enero de 1780, aunque la fase más violenta se registra a mediados de noviembre. Para combatir la emergencia, fueron fundados hospitales provisionales y el arzobispo Alonso Núñez de Haro pidió al virrey el edificio del noviciado de san Andrés para establecer un hospital y lo equipó y sostuvo por su cuenta a los enfermos durante el año cuatro meses que duró la epidemia. En 1783 fue renombrado como Hospital General de San Andrés bajo la gestión de las Hermanas de la Caridad.
Debido a la aplicación de las Leyes de Reforma, en 1861 el hospital pasó a ser parte del ayuntamiento y fue ahí donde se embalsamó el cuerpo del emperador Maximiliano de Habsburgo. En 1903 se demolió la capilla del hospital, lo que permitió abrir la actual calle de Xicoténcatl y dividió al inmueble en dos partes: una para atención a enfermos, que un año también fue demolida para construir el Palacio de la Secretaría de Comunicaciones y Obras Públicas, y otra para albergar las oficinas de la Beneficencia Pública
En 1931 el recinto fue adaptado para convertirse en la sede del Senado de México y mantuvo dicha función hasta 2011 cuando la cámara alta se mudó al edificio actual en Paseo de la Reforma.
En el año 2014, la Mesa Directiva del Senado de la República autorizó una remodelación al recinto para devolverle su aspecto original al patio de la Antigua Casona ya que había tenido otras remodelaciones con el paso de los años. 

## Patrimonio cultural y artístico
El edificio de Xicoténcatl tiene una fachada sobria de dos pisos con cantera y amplias ventanas al frente y en su lateral sobre la calle de Donceles. 
El patio central del inmueble se distingue por los arcos que lo rodean, con los nombres de las 32 entidades federativas y un busto de Belisario Domínguez, diseñado por Miguel Miramontes Carmona. 
En torno a los arcos del patio en el área de acceso se encuentran los lienzos “La justicia, el Hombre, la Tierra” y “Surrealista” , de la pintora Silvia Pardo. En los costados de las escaleras principales se encuentran los murales “Creadores de la República y el Senado” y “Autores de la restauración del Senado” obra de Jorge González Camarena. 
También hay una representación de un águila, parada sobre un nopal y devorando una serpiente, elaborada en bronce, ubicada en la recepción del edificio en Donceles N.º 14.
En el edificio cuenta an seis áreas principales: la sala de la Mesa Directiva, las oficinas de la Junta de Coordinación Política y tres salones; el Salón Benito Juárez, la Sala Luis Donaldo Colosio y el Salón Belisario Domínguez.
El Salón de Sesiones se encuentran los 128 lugares asignados para las Senadoras y Senadores, y al centro un presídium con espacios para la Mesa Directiva, con un tallado de madera en su parte posterior sobre el cual se encuentra la histórica frase de Vicente Guerrero: “La Patria es Primero”, junto con el apotegma de Benito Juárez: “Entre los individuos como entre las naciones, el respeto al derecho ajeno es la paz”, flanqueados por dos banderas nacionales y dos bustos, uno de José María Morelos y Pavón y otro de Belisario Domínguez. Igualmente se encuentra un óleo del Expresidente Adolfo López Mateos y el “Tratado de Tlatelolco” , obra del pintor Roberto Cueva del Río.
En una de las salas principales se conserva el “Muro de Honor” que aloja los nombres de quienes, de 1954 a la fecha, han sido galardonados con la medalla Belisario Domínguez, condecoración que se otorga cada año en memoria del senador chiapaneco.
En la sala “Luis Donaldo Colosio” existen cuadros de 45 legisladores del Senado de la República y un busto en su honor, así como varios reconocimientos a la Cámara. 

## Espacio Cultural

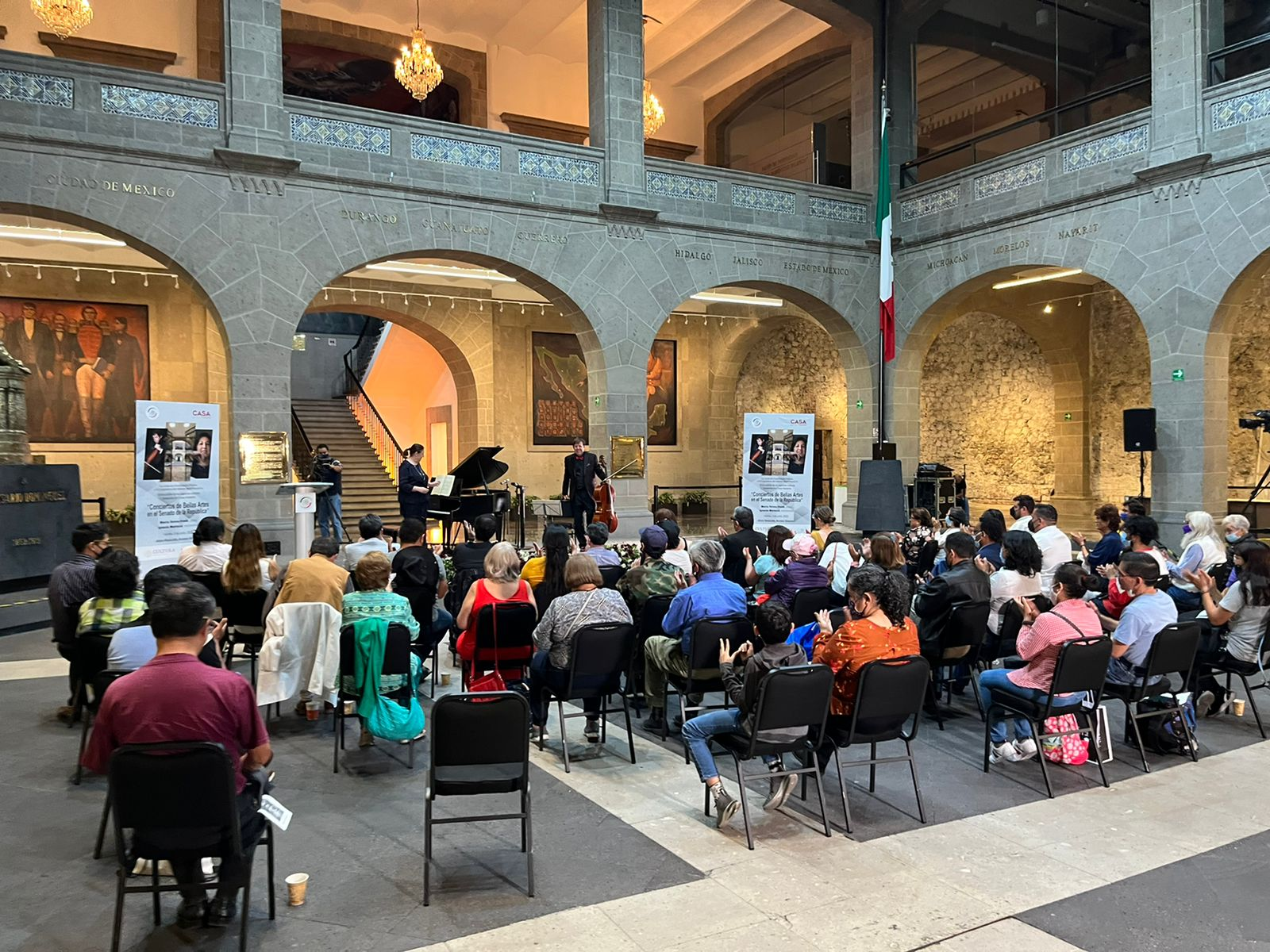
Concierto en Casa Nuestra

En 2019 abrió sus puertas "Casa Nuestra", un espacio cultural enfocado a la promoción y difusión de la creación en todas sus formas y expresiones, contando con el respaldo del Senado de la República y en colaboración con la sociedad civil. Su propósito principal es transformarse en un inmueble patrimonial con una variada oferta artística y cultural que se encuentre al alcance de todos los mexicanos y turistas internacionales.
Desde que inició sus operaciones este espacio cultural ha albergado conciertos de música clásica, presentaciones de libros, lecturas de poesía, conferencias de prensa, talleres y eventos para público infantil, todos ellos enfocados a temas artísticos y culturales. 
Entre las Exposiciones realizadas se encuentran:
- Tina Modotti. Sensibilidad y crítica (19.04.10 - 19.07.14)[8]
- Irene Zundel: Mente en Movimiento (19.05.29 - 19.08.25)[9]
- Zacatecas: Tierra de Artistas (22.04.20 - 22.05.20)[10]

Otros eventos que se han realizado en Casa Nuestra:
- Presentación del libro "La otra Vida de Daniel" de Eva Marcuschamer (19.11.05)[11]
- Conferencia Magistral "Arte por la Regeneración Social" (20.02.26)[12]
- Daniel Catan: Una celebración de su obra (21.04.29)[13]
- Canto Interno. Luis Cabrera (21.07.15)[14]
- 1829 La reafirmación de la independencia nacional en Tampico (21.09.09)[15]
- Conciertos de Bellas Artes en el Senado (21.03 - 21.07)

### Directorio
| Presidente de la Junta de Coordinación Política                            | Ricardo Monreal Ávila    |
| Presidente de la Mesa Directiva                                            | Alejandro Armenta Mier   |
| Presidenta de la Comisión de Cultura                                       | Susana Harp Iturribarría |
| Secretario General de Servicios Administrativos del Senado                 | Mauricio Farah Gebara    |
| Titular de Casa Nuestra                                                    | Bernardo Noval           |
| Coordinador General de Actividades Artísticas y Culturales de Casa Nuestra | Salvador Vera Islas      |
| Enlace Institucional                                                       | Ximena Vázquez López     |
| Jefa de Mantenimiento de la Antigua Sede del Senado                        | Norma Almeraya Castillo  |